# 클로에 모르토
클로에 모르토(Chloé Mortaud, 1989년 9월 19일 ~ )는 프랑스의 배우, 모델이다. 2009년 미스 프랑스 우승자이며 미스 유니버스 2009, 2009년 미스 월드에서 프랑스 대표로 참가했다.